# Крајпуташ Милисаву Ђорђевићу у Горњој Црнући
 Крајпуташ Милисаву Ђорђевићу у Горњој Црнући  (Општина Горњи Милановац) налази се на путу Сврачковци-Враћевшница, у засеоку названом по фамилији Ђорђевић.

## Историјат
Жандарм Милисав Ђорђевић из Горње Црнуће погинуо је, по породичном предању, у одбрани Београда под командом мајора Гавриловића 1915. године. Не зна се где му је гроб. Крајпуташ су подигли жена Љубица и син Новак 1943. године.

## Опис споменика
Споменик је стуб двоводног врха начињен од сивог пешчара, димензија 95х27х13 cm. Са предње стране, изнад епитафа, уклесан је крст уоквирен ловоровим венцом, а на бочним странама стилизоване лозице које вијугају из саксија. Плава и сива боја којом су "поцртана" слова и бројеви новијег је датума. Полеђина споменика је празна.

## Епитаф
Текст епитафа, исписан је с предње стране споменика, гласи:
СПОМЕН
МИЛИСАВУ
ЂОРЂЕВИЋУ
Ж 32. Г КОЈИ
ПОГИБЕ У РА
ТУ 15 Г. СПОМ
ЕН ДИЖУ ЖЕ
НА ЉУБИЦА
И СИН НОВАК
У 1943.